# Swangeria fragilis
Swangeria fragilis är en rundmaskart. Swangeria fragilis ingår i släktet Swangeria och familjen Belondiridae. Inga underarter finns listade i Catalogue of Life.